# Puteal de la Moncloa
El Puteal de la Moncloa, també conegut com a Puteal de Madrid, és un brocal de pou -puteal en llatí- realitzat a l'antiga Roma en el segle I i pertanyent als fons del Museu Arqueològic Nacional d'Espanya a Madrid on té el número d'inventari 2691.

## Història
La primera referència documental sobre la peça es remunta a 1654, quan pertanyia a la col·lecció d'art de Cristina de Suècia. En morir aquesta va passar al seu secretari, Azzolino, després al nebot d'aquest, Pompeu, després a Livio Odescalchi i d'ell al príncep d'Erba, la col·lecció d'escultura del qual va ser adquirida per Felip V. Va passar al Palau d'Aranjuez y finalment al Palau de la Moncloa d'on va passsar a propietat del ministeri de Foment després de la revolució de 1868, des d'aquí es va traslladar a la col·lecció del Museu Arqueològic Nacional d'Espanya.

## Descripció
El Puteal ha tingut tradicionalment una especial significació per la relació que van establir els investigadors entre els seus relleus i els del Partenó, havent-se'n usat fins fa poc per reconstruir el perdut grup central del frontó oriental del mencionat temple, encara que estudis més recents han posat de manifest importants diferències entre ambdues obres, tant estilístiques com iconogràfiques. D'altra banda la qualitat del Puteal està molt lluny de la de les escultures de Fídies, estant obra d'un taller neoàtic de segona categoria.
Realitzat en marbre, està decorat amb relleus que narren dos mites grecs: el naixement d'Atena a l'Olimp i el de les Parques, les encarregades de teixir el destí de déus i homes. El naixement d'Atena es representa amb Atena vestida amb una túnica, un casc àtic i l'escut a la seva mà esquerra amb la cara girada cap al seu pare Zeus assegut en un tron i amb el doble feix de raigs a la seva mà, entre tots dos flotant es troba Nike, la victòria alada que tracta de coronar a Atena amb llorer. A la dreta de Zeus hi és Hefest amb una doble atxa en la seva mà. Segueixen les Parques, Cloto asseguda amb la filosa representa el present, la figura central és Làquesis que representa el futur i Àtropo la tercera, asseguda també, és la que, té a la seva mà el fus ple de fil simbolitzant el passat.

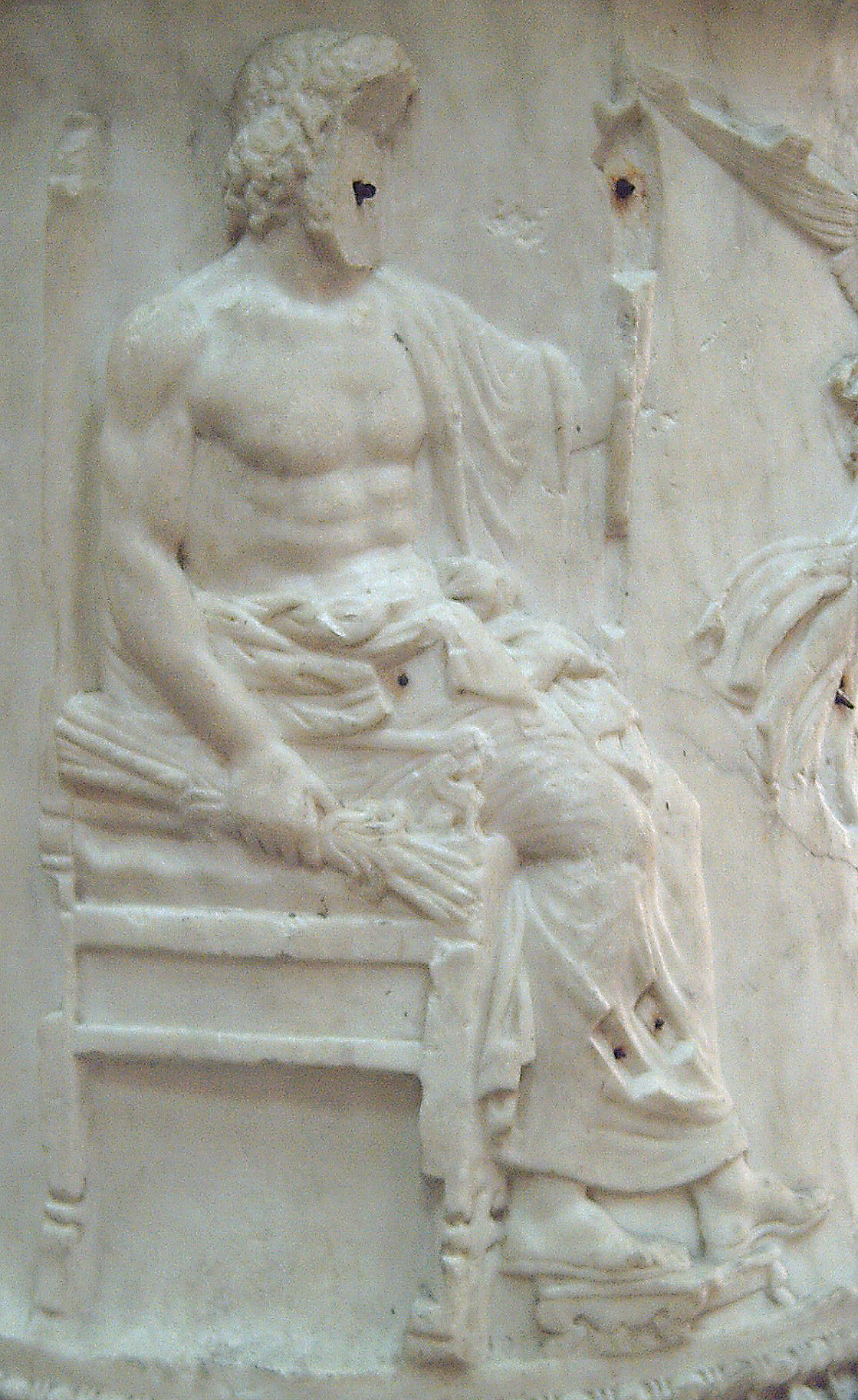
Relleu de Zeus
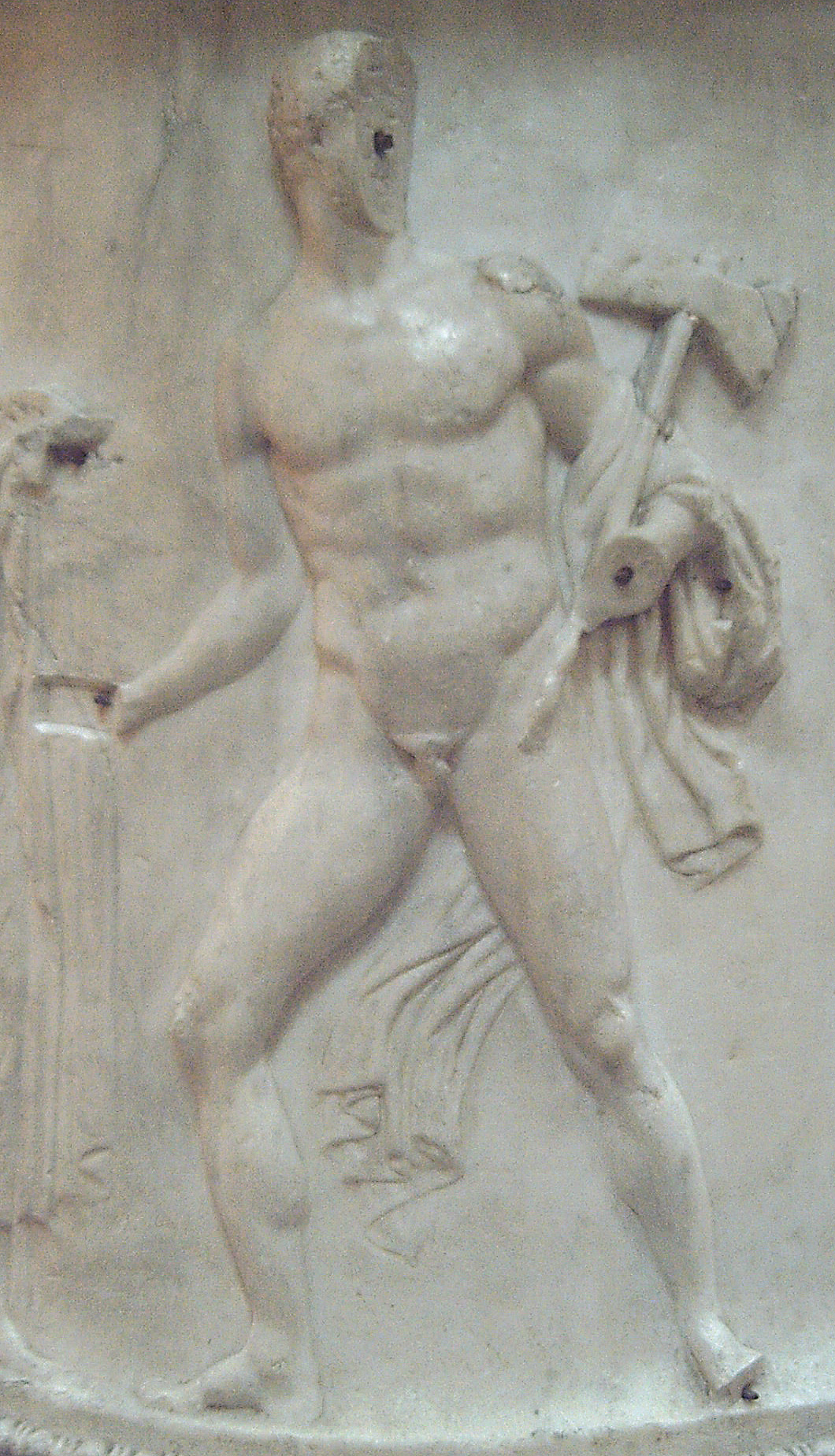
Relleu de Hefest
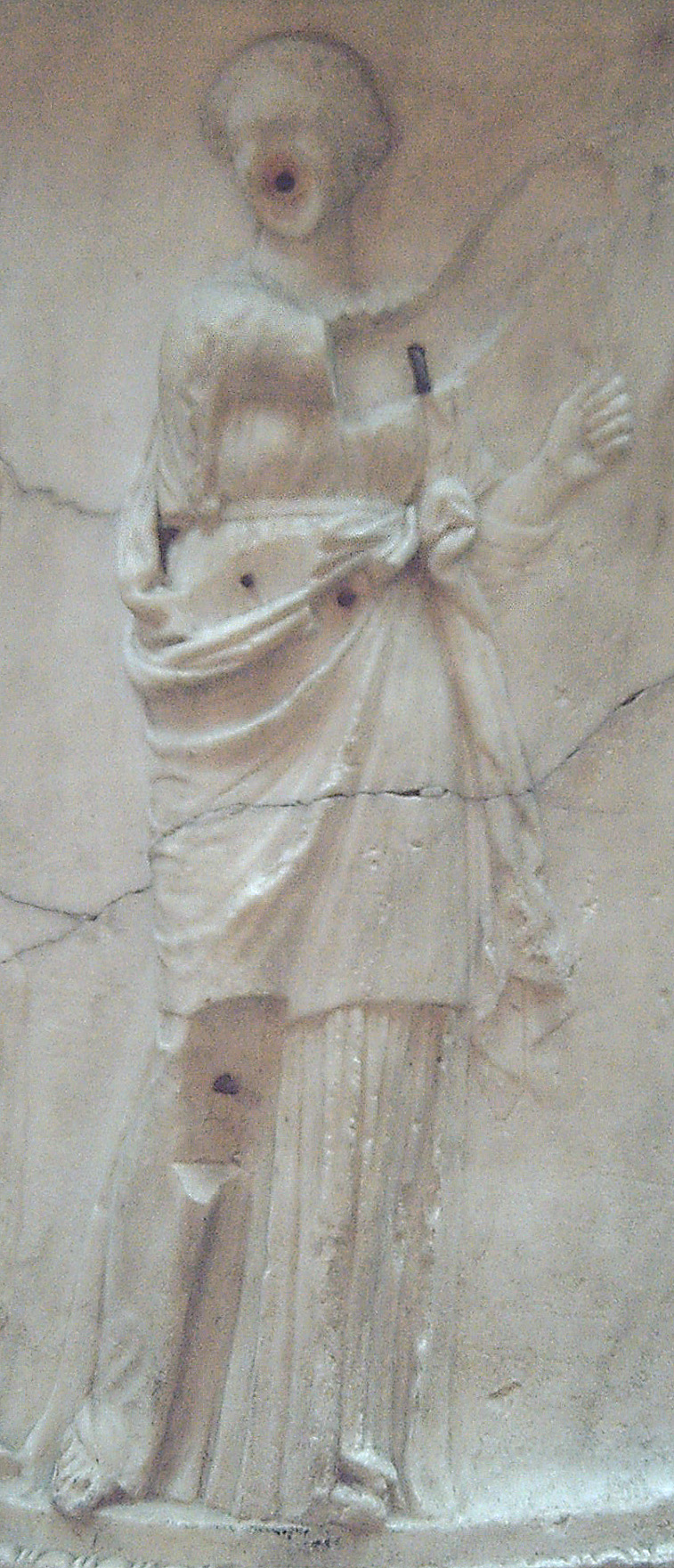
Relleu de Làquesis